# Puhek
Puhek je  glavni literarni lik v pripovedi Puhek Frfotin, ki spada v zbirko pripovedk in pesmi Skrivnostna bela krpica. Zbirko sta napisala Lenčka Kupper in Janez Bitenc, izšla je leta 1985.

## Vsebina pravljice
Pravljica govori o največjem regratovem semenu. To seme je zraslo prav v sredini cvetne glavice. Samo si je nadalo ime "Puhek Frfotin". Ko je popihal spomladanski veter, se je v zraku nad travnikom znašel tudi Puhek. Veter ga je nosil in vrtinčil skupaj z ostalimi belimi strešicami. Veter je nenadoma popustil in Puhek se je ustavil na veji mlade breze. Ogledoval si je novo okolico, čebele, metulje, čmrlje, ptice in rože. Veter znova zapiha in s seboj odnese Puhka. Ni trajalo dolgo in debele kaplje so pričele padati iz sivih oblakov. Tudi nanj je padla kapljica in skupaj s kapljico je padel na travo. Tam je hvaležen za vse, kar je doživel, pognal nove koreninice.

## Interpretacija literarnega lika
Puhek je največje regratovo seme, z najlepšo strehico, tanko kot pajčevina. Je nestrpen, ker ne ve, kdaj bo šel od doma in kaj ga čaka na poti. Ko ga končno odnese veter, ga je strah vrtinčenja in visokega poleta. Počasi se privadi hudi višini in uživa v razgledu nove okolice. Ko se ga dotakne dežna kapljica, je kljub končanemu potovanju hvaležen za vse kar je doživel, in vesel, ker bo pognal koreninice in ustvaril novo življenje.
Puhek je literarni lik, ki se pogovarja z živalmi in rastlinami. Uživa v lepoti narave in pogledu na ostale prebivalce sveta.

## Drugi liki
- oče - regrat
- metulj citronček
- veter
- Ježek
- dežna kapljica